# Giovanni Lombardo Radice
Giovanni Lombardo Radice, noto anche con lo pseudonimo di John Morghen (Roma, 23 settembre 1954 – Roma, 27 aprile 2023), è stato un attore e sceneggiatore italiano.

## Biografia
Figlio del matematico e pedagogista Lucio e fratello dello psichiatra e scrittore Marco, nipote di Laura Lombardo Radice e del marito, il politico Pietro Ingrao, fu uno dei volti cardine del cinema horror italiano, nonché un attore e regista teatrale.
Interpretò film culto come Apocalypse domani (in cui fu doppiato da Andrea Lala), La casa sperduta nel parco, Paura nella città dei morti viventi e Cannibal Ferox. Ebbe anche una piccola parte in Gangs of New York di Martin Scorsese. In veste di sceneggiatore scrisse fiction come I ragazzi del muretto.

## Filmografia

### Attore

#### Cinema
- La casa sperduta nel parco, regia di Ruggero Deodato (1980)
- Apocalypse domani, regia di Antonio Margheriti (1980)
- Paura nella città dei morti viventi, regia di Lucio Fulci (1980)
- Cannibal Ferox, regia di Umberto Lenzi (1981)
- Impatto mortale, regia di Fabrizio De Angelis (1984)
- I soliti ignoti vent'anni dopo, regia di Amanzio Todini (1985)
- La sposa americana, regia di Giovanni Soldati (1986)
- Eleven Days, Eleven Nights (11 giorni, 11 notti), regia di Joe D'Amato (1987)
- Deliria, regia di Michele Soavi (1987)
- Un delitto poco comune, regia di Ruggero Deodato (1987)
- La parola segreta, regia di Stelio Fiorenza (1988)
- La chiesa, regia di Michele Soavi (1989)
- La setta, regia di Michele Soavi (1991)
- Body Puzzle, regia di Lamberto Bava (1992)
- Ricky & Barabba, regia di Christian De Sica (1992)
- Honolulu Baby, regia di Maurizio Nichetti (2001)
- Prendimi l'anima, regia di Roberto Faenza (2002)
- Gangs of New York, regia di Martin Scorsese (2002)
- Omen - Il presagio (The Omen), regia di John Moore (2006)
- Il nascondiglio, regia di Pupi Avati (2007)
- House of Flesh Mannequins - La casa dei manichini di carne, regia di Domiziano Cristopharo (2009)
- A Day of Violence, regia di Darren Ward (2010)
- The Reverend, regia di Neil Jones (2011)
- The Infliction, regia di Matthan Harris (2012)
- Viva la libertà, regia di Roberto Andò (2013)
- Violent Shit The Movie, regia di Luigi Pastore (2015)
- The Three Sisters, regia di Dáire McNab (2015)
- Moderation, regia di Anja Kirschner (2016)
- Una gita a Roma, regia di Karin Proia (2016)
- Beyond Fury, regia di Darren Ward (2017)
- Rabbia furiosa - Er canaro, regia di Sergio Stivaletti (2018)
- Everybloody's End, regia di Claudio Lattanzi (2019)
- Baphomet, regia di Matthan Harris (2021)
- The well, regia di Federico Zampaglione (2023)

#### Televisione
- Greggio pericoloso, regia di Enzo Tarquini – film TV (1981)
- Flipper, regia di Andrea Barzini – film TV (1983)
- Majakowski, regia di Gianni Toti – film TV (1984)
- Progetto Atlantide, regia di Gianni Serra – film TV (1984)
- Caccia al ladro d'autore, regia di Tonino Valerii – film TV (1985)
- Nata d'amore, regia di Duccio Tessari – film TV (1985)
- L'isola del tesoro, regia di Antonio Margheriti – miniserie TV (1987)
- Sei delitti per padre Brown, regia di Vittorio De Sisti – miniserie TV (1988)
- Il cuore e la spada, regia di Fabrizio Costa – miniserie TV (1998)
- Michele Strogoff - Il corriere dello zar, regia di Fabrizio Costa – film TV (1999)
- Padre Pio - Tra cielo e terra, regia di Giulio Base – film TV (2000)
- San Paolo, regia di Roger Young – miniserie TV (2000)
- Don Matteo – serie TV, episodio 3x06 (2002)
- La notte di Pasquino, regia di Luigi Magni – film TV (2003)

### Sceneggiatore
- Incontro nell'ultimo paradiso, regia di Umberto Lenzi (1982)
- Il momento dell'avventura, regia di Faliero Rosati (1983)
- I ragazzi del muretto – serie TV (1991)
- Mamma per caso – serie TV (1997)
- Sei forte maestro – serie TV (2000)

## Doppiatori
- Massimo Turci in La casa sperduta nel parco
- Andrea Lala in Apocalypse domani
- Vittorio Stagni in Paura nella città dei morti viventi
- Gino La Monica in Cannibal ferox
- Roberto Pedicini in Impatto mortale
- Mino Caprio in Il nascondiglio